# 柏大五郎
柏 大五郎（かしわ だいごろう、1976年11月25日 - ）は、日本の元プロレスラー。
本人曰く「頭を使ったレスリングを見せてやる」の言葉通り、頭を利用して戦うのを得意としている。

## 経歴

### 2000年
- プエルトリコ時代のKAIENTAI DOJOに入門。

### 2001年
- 10月6日、大阪プロレスに留学という形で参戦して対橘隆志戦でデビュー。

### 2002年
- 4月20日、ディファ有明で開催されたK-DOJOの旗揚げ戦に合わせて日本に逆上陸。

### 2003年
- TAKAみちのくに1万円で誘われて吉田屋に加入。

### 2004年
- 1月25日に石坂鉄平とのタッグで「UWA&UWFインターコンチネンタルタッグ王座」を獲得した。
- 4月25日にディファ有明で開催されたバトルロイヤルにて再び「UWA&UWF認定インターコンチネンタルタッグ王座」を獲得。
- 12月26日のK-AWARDのK-SURVIOR決勝戦で所属の柏組が優勝して、さらにK-AWARD・ベストパフォーマンス賞が授与された。

### 2005年
- 2リーグ制導入によって「RAVE」所属となる。

### 2009年
- 9月、この年のSTRONGEST-Kトーナメントにおいて真霜拳號、KAZMAを破った実績からMONSTER Plamtに加入。
- 12月、真霜とのコンビで大石真翔･旭志織組からSTRONGEST-K TAG王座を奪取する。

### 2010年
- 4月、後楽園ホール大会におけるSTRONGEST-K TAG王座およびKAIENTAI-DOJO認定WEWハードコアタッグ王座のダブルタイトル戦に敗れ、STRONGEST-K TAG王座から陥落。

### 2014年
- KAIENTAI-DOJO旗揚げ後から交際を続けてきた彼女と結婚することを発表。
- 稲松をリーダーとするBozz連合に加入。

### 2018年
- 6月17日、GRAND SLAM in Blue Fieldにて引退。吉田綾斗をタッグパートナーとし、柏自身が「今、KAIENTAI DOJOで一番思い入れがあり、一番強いと思うタッグ」真霜拳號&十嶋くにおを引退試合の対戦相手に指名し真霜に敗北。

### 2021年
- 2AWのスタッフに就任。

## 得意技
ダイビングヘッドバット
まっぷたつ
まっぷたつ2006
柏スタナー
柏クラッチ
外道クラッチと同型。
柏クラッチII
柏クラッチIII
晴れ時々大五郎
匠蹴り
バズソーキックと同型。仰向けになった相手の上半身を起こして相手の左側頭部を振り抜いた右足の甲で蹴り飛ばす。
各種キック

## 入場曲
- 大五郎マーチ（太田英夫） ※キングレコード「KAIENTAI DOJO」に収録

## タイトル歴
- STRONGEST-K TAG王座
- 千葉6人タッグ王座
- K-AWARD（ベストパフォーマンス賞）
- UWA&UWFインターコンチネンタルタッグ王座
- UWA世界ミドル級王座
- インディペンデントワールド世界ジュニアヘビー級王座

## エピソード
- 千葉県柏市出身なだけにJリーグ「柏レイソル」の熱烈なサポーターでリングネームも「柏レイソル」の「柏」からとっている。

## メディア出演

### テレビ
- プロレスKING（GAORA）

### CM
- パチンコニュー7